# 여자 400m 이어달리기 대한민국 기록 추이
여자 400m 이어달리기 대한민국 기록 추이는 다음과 같다.
| # | 기록    | 차이     | 선수                           | 소속        | 날짜         | 대회명                               | 개최지          | 경기장           | 주석 및 기타                    | 동영상 |
|   | 50초 9  | - 1.6초  | 구삼순, 한죽희, 이학자, 송양자 | 한국전력    | 1963. 6. 16  | 제17회 전국남녀육상경기선수권대회    | 서울 효창경기장 |                  | 종전기록 52초 5                 |        |
|   | 48초 13 | - 0.57초 | 김봉숙, 박봉선, 이인숙, 이경자 | 한국대표A팀 | 1975. 6. 14  | 제2회 아시아육상경기선수권대회       | 서울            |                  | 2위, 종전기록 48초 70(확인필요) |        |
|   | 46초 99 | -        |                                | 대표팀      | 1982. 08. 15 | 1982 서울 국제 주니어 육상 경기 대회 | 대한민국 서울   | 서울 운동장      | 1위                             |        |
|   | 46초 18 | - 0.81초 | 전정식, 박미선, 이영숙, 모명희 | 국가 대표   | 1982. 10. 30 | 제36회 전국육상선수권대회            | 대한민국 서울   | 서울운동장       | [ 5 ]                           |        |
|   | 45초 94 | - 0.24초 | 윤미경 박미선 이영숙 남영애    | 훈련단 팀   | 1985. 06. 15 | 제39회 전국남여육상경기선수권대회    | 대한민국 서울   | 올림픽 주경기장  | [ 6 ]                           |        |
|   | 45초 59 | - 0.35초 | 박미선, 이영숙, 윤미경, 안신영 | 국가 대표   | 1986. 10. 05 | 제10회 아시안 게임                   |                 | [ 7 ]            |                                 |        |
|   | 45초 33 | - 0.26초 | 정순옥, 김태경, 김하나, 김초롱 | 경상북도    | 2009. 10. 22 | 제90회 전국 체육 대회                | 대한민국 대전   | 한밭 종합 운동장 |                                 |        |

## 같이 보기
- 여자 400m 이어달리기 세계 기록 추이
- 남자 400m 이어달리기 대한민국 기록 추이
- 남자 400m 이어달리기 세계 기록 추이